# Klooster Kamp

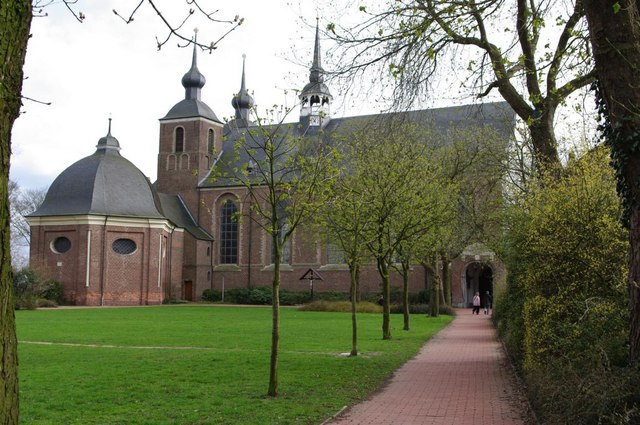
Abdijkerk

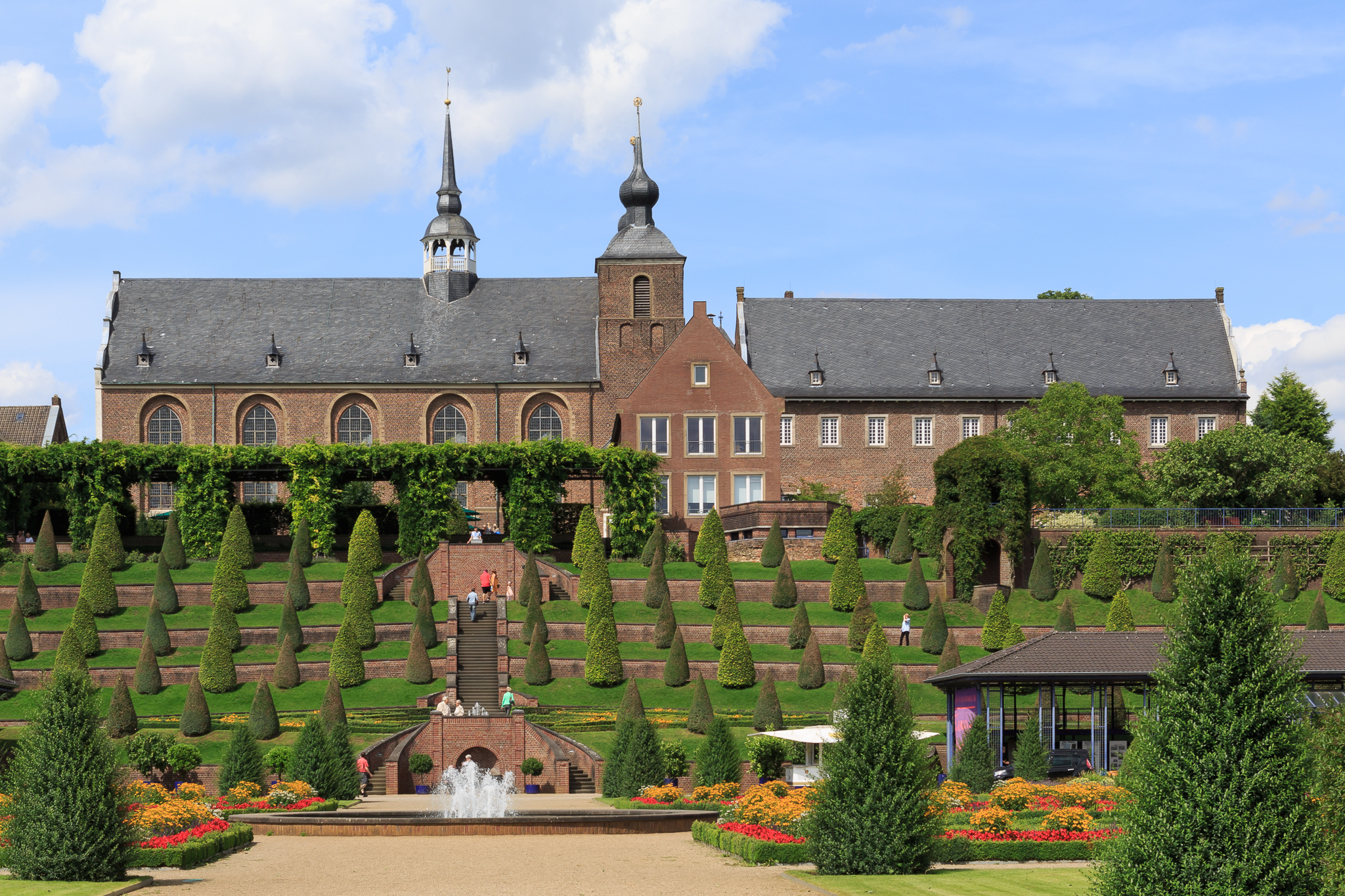
Terrassentuin

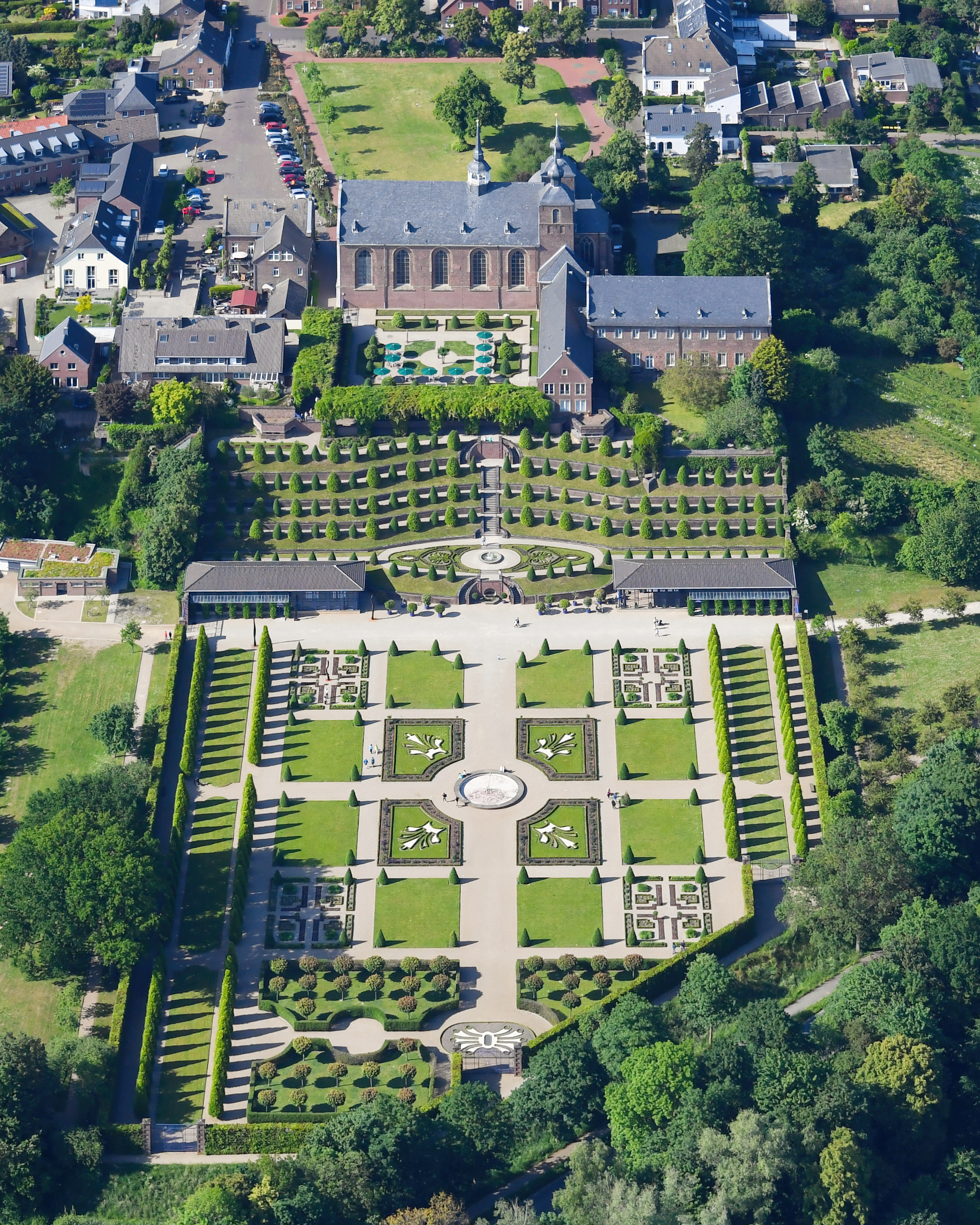
Luchtfoto van het klooster Kamp en zijn tuinen

Het klooster Kamp is een voormalig klooster nabij de Duitse stad Kamp-Lintfort. Het klooster werd in 1123 gesticht en was het eerste cisterciënzer klooster in het hele Duitstalige gebied, waar toen ook Nederland onder viel. Vóór de reformatie had het klooster ook bezittingen in het Land van Maas en Waal in Nederland.

## Geschiedenis
Op 23 januari 1123 liet Frederik I van Schwarzenburg, de aartsbisschop van Keulen, de stichtingsoorkonde van het klooster opstellen. Monniken uit het cisterciënzer klooster van Moirmon in het huidige Frankrijk kregen de opdracht om zich te vestigen op de aangewezen locatie. Op 31 januari 1131 werd het klooster door hen daadwerkelijk gesticht, waarbij ze een stuk van de schedel van Sint Agatha meenamen die in 2020 nog in het klooster ligt.
In 1139 werd de stichting door paus Innocentius II bekrachtigd. Cisterciënzer kloosters werden normaal gesproken niet gebouwd op heuvels, maar op vlak land. Het land rondom Kamp was echter zo moerassig dat rondom 1150 begonnen werd met de bouw van het klooster op de Kamper Berg, de huidige locatie. Al snel stichtte het klooster uithoven en dochterkloosters, onder andere in Walkenried in de Harz en in Neuzelle aan de Oder. Op het hoogtepunt aan het eind van de 13e eeuw stonden 60 kloosters en 24 kloosters onder toezicht van de abt van klooster Kamp en was het een van de belangrijkste klooster van de hele cisterciënzer orde. Ook kerken in het huidige Nederland, waaronder de kerk van het Gelderse Leur, werden bestuurd vanuit Kamp.
Het klooster is meerdere keren geheel of gedeeltelijk verwoest, onder andere in de Gelderse Onafhankelijkheidsoorlog in de jaren 1470, door een aardbeving in 1504 en in de Tachtigjarige Oorlog. Na de Reformatie, en in het bijzonder de Keulse oorlog, braken slechte tijden aan. In 1586 werd het klooster verwoest door Adolf van Nieuwenaer, toen opperbevelhebber van de troepen van de Nederlandse Staten-Generaal in hun strijd tegen Spanje. Tussen 1626 en 1629 werd de Fossa Eugeniana, een kanaal van de Rijn naar de Maas, dwars door het terrein van het klooster gegraven. Pas in het jaar 1700 keerden de monniken terug.
Vanaf 1733 brak onder abt Franciscus Daniels de laatste bloeiperiode van het klooster aan. In die periode werd de terrassentuin aangelegd die tot op heden is te zien. Het verhaal gaat dat kroonprins Frederik II van Pruisen op weg naar een ontmoeting met Voltaire in Kleef langs de terrassentuin kwam. Dit zou de inspiratie zijn geweest voor het ontwerp van de tuinen bij slot Sanssouci in Potsdam. In 1760 kwam het tot een veldslag tussen Frankrijk en Brittannië als onderdeel van de Zevenjarige Oorlog, de Slag bij Klooster Kamp. Op 10 augustus 1802 verlieten de laatste monniken het klooster, nadat het Franse revolutionaire leger de linkerrijnoever had bezet en de secularisatie van alle kloosters had afgekondigd. Tussen 1954 en 2002 verbleven er karmelieten.